# بیگانه‌زیست
بیگانه‌زیست یا زنوبیوتیک (به انگلیسی: xenobiotic) یک ماده شیمیایی بیگانه‌ای است که به‌طور طبیعی در بدن جانداران یافت نمی‌شود. همچنین زنوبیوتیک به ماده‌ای که با غلظت بالاتر از حد نرمال در بدن وجود دارد نیز گفته می‌شود. داروهایی مانند آنتی‌بیوتیکها که به‌طور طبیعی در بدن انسان تولید نمی‌شوند نیز زنوبیوتیک به حساب می‌آیند.
در طبیعت زنوبیوتیک‌ها مواد آلاینده‌ای هستند که بر زیواگان تأثیر می‌گزارند و با دستگاه زیستی بیگانه هستند. به عنوان مثال مواد مصنوعی‌ای که در طبیعت وجود ندارند و حاصل سنتز انسان‌ها هستند. زنوبیوتیک از دو واژه یونانی (xenos) به معنی بیگانه و (bios) به معنی زندگی مشتق‌شده است.
زنوبیوتیک‌ها اینگونه گروه‌بندی می‌شوند: آنتی‌اکسیدان، سرطان‌زا، دارو، مواد آلاینده، افزودنی‌های غذایی، هیدروکربن‌ها، و آفت‌کش‌ها.